# Кейт, Петер Карл Христоф
Петер Карл Христоф фон Кейт (нем. Peter Karl Christoph von Keith; 24 мая 1711 — 27 декабря 1756) — лейб-паж и доверенное лицо короля Пруссии Фридриха II Великого.
Происходил из шотландского рода. В 1730 году, будучи поручиком в Везеле, способствовал плану бегства Фридриха. Его младший брат, также лейб-паж короля и участник заговора, выдал королю замысел наследного принца, за что был помилован и всего лишь отправлен солдатом в армию. Фридрих успел предупредить Кейта, и тот успел бежать, при помощи британского дипломата графа Честерфилда, в Англию. В Берлине он был заочно приговорён к повешению.
На английской службе Кейт поступил под командование адмирала Джона Норриса и отправился в 1734 году в Португалию, где британская военная миссия должна была защитить португальцев от испанской угрозы. Затем состоял в португальской армии в чине майора кавалерии.
После вступления Фридриха на престол в 1740 году вернулся в Германию и произведён в подполковники, а в 1747 году назначен попечителем Королевской академии наук. Был другом и наследником коллекции произведений искусства, собранной архитектором Георгом Венцеслаусом фон Кнобельсдорфом.